# Robert Backhouse
Robert Backhouse, född 10 mars 1854, död 10 april 1940, var en brittisk bågskytt. Han deltog vid olympiska sommarspelen 1908.